# (3020) Naudts
(3020) Naudts es un asteroide perteneciente al cinturón de asteroides, descubierto el 2 de agosto de 1949 por Karl Wilhelm Reinmuth desde el Observatorio de Heidelberg-Königstuhl, Alemania.

## Designación y nombre
Designado provisionalmente como 1949 PR. Fue nombrado Naudts en honor al astrónomo aficionado belga Ignace Naudts.